# أنبوب دورهام

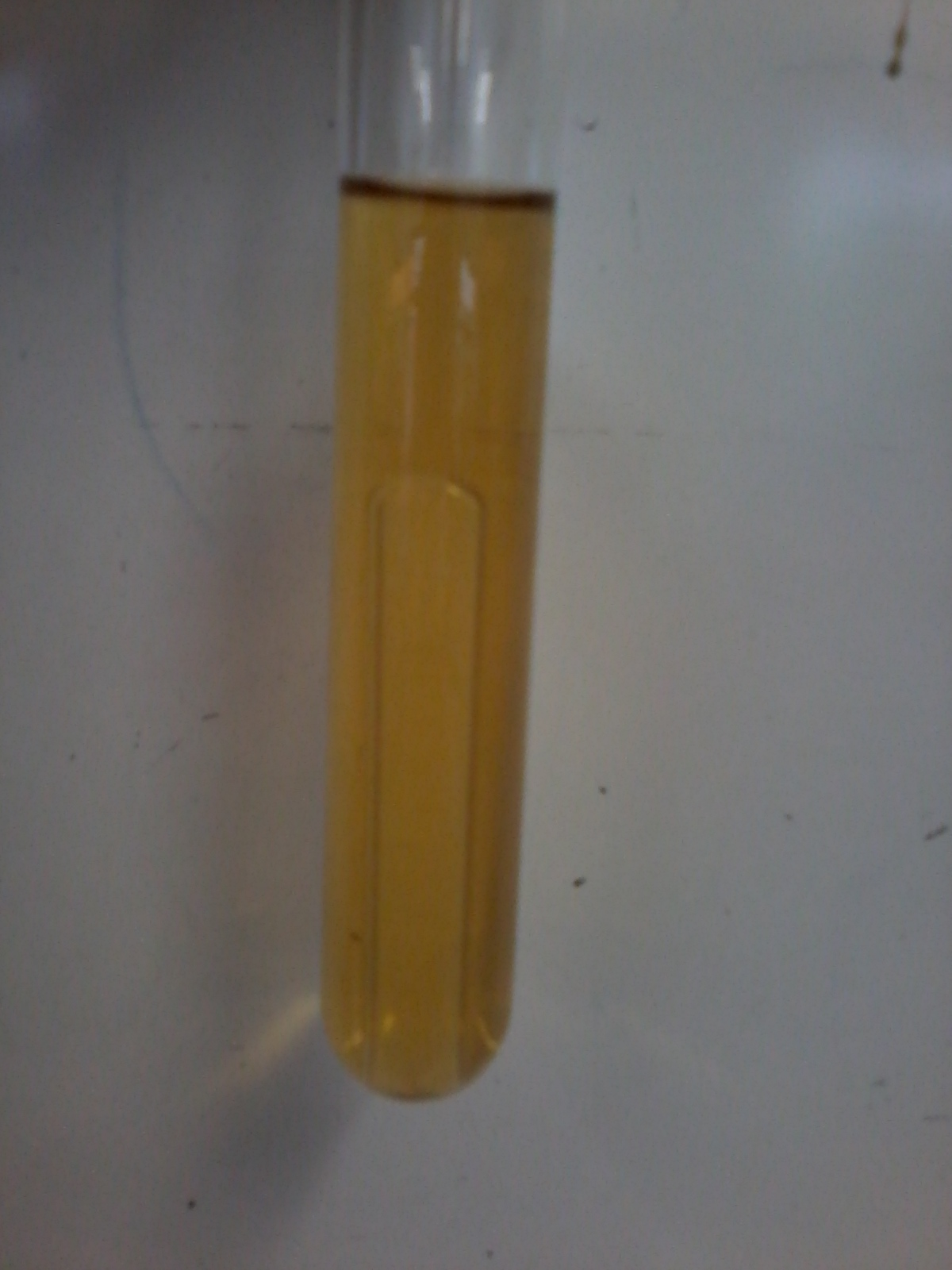

تستخدم أنابيب دورهام (بالإنجليزية: Durham tubes  )‏ في علم الأحياء الدقيقة للكشف عن إنتاج الغاز من الكائنات الحية الدقيقة . ببساطة ، هي أنابيب اختبار صغيرة تُدرج رأساً على عقب في أنبوب اختبار آخر . في البداية يتم تعبئة الأنبوبة الصغيرة بالمحلول الذي نمى فيه الكائن الحي الدقيق . عندما ينتج الغاز بعد التلقيح والحضانة ، تُحتجز فقاعة الغاز المرئية داخل أنبوب صغير .  تنتج أول فجوة هوائية عند إدراج الأنبوب رأساً على عقب والتي تُفقد أثناء التعقيم ، تنجز عادة عند درجة حرارة 121 °م لمدة 15 دقيقة أو نحو ذلك .